# ビュンバ
ビュンバ（Byumba）は、ルワンダの北部州東部にある都市。2005年以前のビュンバ県の中心都市でもあった（2006年1月1日、ビュンバ県は北部州に再編）。ルワンダの首都キガリから北へ60kmに位置している。2012年国勢調査によると人口は 34,544 人。カトリックの9司教区の1つビュンバ教区の司教座が置かれており、2004年のビュンバ教区の人口は 1,180,522 人。
ビュンバは、NGOのSOS Children's Villagesの拠点地になっている。